# Zjednoczone Zakłady Archimedes we Wrocławiu
„Agromet-Archimedes” Fabryka Maszyn Rolniczych (wcześniej Zjednoczone Zakłady Archimedes we Wrocławiu) – polski producent narzędzi pneumatycznych: szlifierek i wiertarek, urządzeń do udoju mleka oraz podnośników do ciągników rolniczych z siedzibą we Wrocławiu.

## Historia
W 1871 roku w miasteczku Rawicz bracia Oberwarth zakładają kuźnię gwoździ i śrub, która dwa lata później przyjmuje nazwę „Fabryka
Śrub i Nakrętek braci Oberwarth” (Schrauben und Mutternfabrik von Gebrüder Oberwarth). Następnie w roku 1875 zakład zostaje przeniesiony do Wrocławia na ul. Robotniczą 72, gdzie 13 sierpnia przyjmuje nazwę „Wrocławska Fabryka Śrub i Nakrętek S.A.”
4 czerwca 1923 roku „Archimedes A.G.” zostaje wchłonięte przez Koncern „Linke-Hofmann-Lauchhammer”. W 1931 roku z powrotem staje się samodzielnym przedsiębiorstwem. W tym samym roku następuje przejęcie kolejnych dwóch fabryk śrub: braci Hűbner oraz spółki Bernardt i Philip z Chemnitz. Odtąd funkcjonuje jako „Archimedes – Śląsko Saksońskie Fabryki Śrub S.A.” („Archimedes” Schlesisch-Sächsische Schraubenfabrik-Aktiengesellschaft).
W 1945 roku rozpoczyna się odbudowa doszczętnie zniszczonej fabryki po przejęciu 8–23 lipca od wojsk radzieckich. Dyrektorem fabryki zostaje inż. Tadeusz Szlaski, a fabryka przyjmuje nazwę „Śląska Fabryka Śrub – Archimedes S.A.”.
Zarządzeniem Ministra Przemysłu Ciężkiego z dnia 31 grudnia 1949 r. utworzono przedsiębiorstwo państwowe pod nazwą: Zjednoczone Zakłady „Archimedes”
W roku 1961 uruchomiono produkcję podnośników hydraulicznych do ciągników Ursus C-325 w ilości około 18 tys. sztuk rocznie.
W 1964 roku uruchomiono produkcję podnośników hydraulicznych do ciągników Ursus C-4011.
W 1965 roku powstał wydział produkcji podnośników do ciągników Zetor.
W 1968 roku rozpoczęto produkcję podnośników do ciągników wspólnej kooperacji czechosłowacko-polskiej Ursus C-385 i Zetor 8011.
W 1972 roku fabryka rozpoczęła produkcję różnego typu dojarek mechanicznych i dojowni na licencji szwedzkiej firmy Alfa-Laval zakupionej w 1971 r. Zarządzeniem nr 72/Org/76 Ministra Przemysłu Maszyn Ciężkich i Rolniczych z dnia 29 listopada 1976 roku fabryka zmieniła nazwę na Agromet-Archimedes Fabryka Maszyn Rolniczych.
W 1991 roku FMR Agromet-Archimedes wspólnie z Alfa Laval utworzyły spółkę joint venture Alfa Laval Agri Polska Sp. z o.o. z 40% udziałem strony polskiej, która zajmowała się produkcją i sprzedażą urządzeń udojowych.
26 sierpnia 1994 przedsiębiorstwo państwowe „Agromet-Archimedes” Fabryka Maszyn Rolniczych zostało przekształcone w jednoosobową spółkę skarbu państwa o nazwie „Archimedes” Spółka Akcyjna.
4 kwietnia 2013 roku firma Stalmot & Wolmet S.A. z siedzibą w Nidzicy nabyła od Skarbu Państwa akcje Archimedes S.A.
14 września 2016 r. Stalmot & Wolmet S.A. z siedzibą w Nidzicy stał się właścicielem wszystkich akcji spółki, co zakończyło proces jej prywatyzacji.